# Desbiens
Desbiens – miasto w Kanadzie, w prowincji Quebec, w regionie Saguenay–Lac-Saint-Jean i MRC Lac-Saint-Jean-Est. Nazwa pochodzi od Louisa Desbiens, założyciela miasta.
Liczba mieszkańców Desbiens wynosi 1 074. Język francuski jest językiem ojczystym dla 98,6%, angielski dla 0% mieszkańców (2006).